# Czeklin
Czeklin (prononciation : [ˈt͡ʂɛklin]) est un village polonais abandonné de la gmina de Bobrowice dans le powiat de Krosno Odrzańskie de la voïvodie de Lubusz dans l'ouest de la Pologne.

## Histoire
Le village de Czeklin sous le nom de Schegeln possède une église et apparaît déjà sur la carte de Willem et Joan Blaeu des années 1645.

Czeklin (Schegeln) est représenté dans la première moitié du XVIIIe siècle sur la carte de la République tchèque, Lusace, Moravie et Silésie: "Regnum Bohemiae eique annexae provinciae ut Ducatus Moravie Silésie Marchionatus et Lusace accuratissime delineata" de Michael Kauffer (1673-1756).

Sur la carte de Franz Ludwig Gussefelda en 1773, Schlegeln est représenté sous le nom de Scheegeln.

Sur la carte de 1947 Czeklin agit sous le nom de Zychlin.
Les bâtiments de l'ancien village ont été démolies et les matériaux de la démolition ont été utilisés entre autres pour la construction d'une chapelle à Bronkowie. Il n'a été préservé qu'un croix chrétienne pour indiquer le lieu de l'ancien village.
En 1910, le village avait une population de 192 habitants, et en 1939, de 208 habitants.
Avant 1945, ce village était sur le territoire de l'Empire allemand dans le Royaume de Prusse dans la province de Brandebourg. (voir Évolution territoriale de la Pologne)
De 1975 à 1998, le village appartenait administrativement à la voïvodie de Zielona Góra.

Depuis 1999, il appartient administrativement à la voïvodie de Lubusz.